# معهد الملك سيجونغ
مؤسسة معهد الملك سيجونغ (بالكورية: 세종학당재단) هي مؤسسة أنشأتها حكومة كوريا الجنوبية بهدف تشجيع تعلم اللغة الكورية في أنحاء العالم. تأسّست هذه المؤسسة في عام 2007، ويشير اسمها إلى الملك سيجونغ المدعو بالعظيم، واضع الأبجدية الكورية. حتّى شباط/فبراير 2024، بلغ عدد معاهد الملك سيجونغ 248 معهدًا في 85 دولة.

## الخلفية التعليمية للغة الكورية

### تعليم اللغة الكورية في مراحله الأولى
في المراحل الأولى من تعليم اللغة الكورية خارج كوريا، كانت معظم المؤسسات التعليمية تستهدف أبناء الجيل الثاني أو الثالث من المهاجرين الكوريين. أمّا داخل كوريا الجنوبية، فقد كان متعلّمو اللغة الكورية في الغالب من الطلاب الأجانب، أو العمّال المهاجرين، أو الأزواج الأجانب للكوريين.

### تزايد أعداد متعلمي اللغة الكورية
شهدت العشرين سنة الماضية تزايدًا ملحوظًا في الاهتمام باللغة الكورية والإقبال على تعلّمها، نتيجة لعوامل عدّة أبرزها العولمة الثقافية والتجارية، وثورة الاتصالات والشبكة العنكبوتية. أدّى هذا إلى اتساع الاهتمام الدولي بالثقافة الكورية، لا سيما في مجال التمثيليات والموسيقى، وخاصة في آسيا، ما أفضى إلى نشوء ظاهرة تُعرف باسم "الموجة الكورية". ترافق هذا الاهتمام الثقافي مع زيادة ملحوظة في أعداد الطلاب الأجانب الذين يقصدون كوريا للدراسة، فضلًا عن تحوّلات ديمغرافية تمثّلت في ارتفاع معدّل الزيجات بين الكوريين والأجانب، وهو ما أسهم في توسيع قاعدة متعلّمي اللغة الكورية داخل وخارج البلاد.
مع تزايد التعاون الدولي والنشاط التجاري العالمي، سعت الحكومة الكورية الجنوبية إلى توحيد كتابة أسماء المواقع والأشخاص ووسائر الأعلام بالأبجدية الكورية (الهانغُل) وفق معايير موحّدة. كما برزت حاجة ملحّة إلى معاجم كورية أكثر حداثة وتحديثًا، نظرًا لأن معظم المعاجم المتوفرة آنذاك كانت قد أُعدّت في تسعينيات القرن العشرين، ولم تواكب التطورات اللغوية والمجتمعية اللاحقة. 

### إنشاء المعهد
استجابةً لهذا الطلب المتزايد على تعلم الكورية، وضعت الحكومة الكورية الجنوبية تصوّرًا لمشروع مؤسسة "معهد الملك سيجونغ"، بهدف توفير معلومات وخدمات متكاملة وموحّدة لتعلّم اللغة الكورية، إلى جانب تنسيق وتوسيع شبكة المعاهد التي تتيح تعلّم اللغة الكورية أو تعليمها.  يُخطّط لتطوير هذ المؤسسة لتصبح العلامة التعليمية الموحدة التي تستخدمها جميع مؤسسات تعليم اللغة الكورية حول العالم. وقد أطلقت الحكومة الكورية الموقع الإلكتروني الرسمي للمؤسسة على الشبكة العنكبوتية باللغتين الكورية والإنجليزية، في خطوة لتعزيز حضوره الرقمي العالمي. بعد صدور القانون الإطاري للغة الوطنية في عام 2011، أُسّست في العام التالي مؤسسة معهد الملك سيجونغ لتكون الجهة المركزية المشرفة على إدارة المعاهد وبرامجها التعليمية.  تولّى سونغ هيانغ كن منصب أول رئيس للمؤسسة من تشرين الأول/أكتوبر 2012 حتى تموز/يوليو 2018، وتلته كانغ هيون هوا التي تشغل منصب الرئيسة الثانية منذ أيلول/سبتمبر 2018.  

## الأنشطة

### دمج وتوسيع المعاهد
قامت الحكومة الكورية الجنوبية بتوحيد معاهد تعليم اللغة الكورية التي كانت تعمل تحت مسميات متعددة، ضمن إطار واحد يحمل اسم "معهد الملك سيجونغ". في إطار استراتيجية قصيرة المدى، تعمل الحكومة على تشجيع استخدام الاسم الموحد "سيجونغ هاكدانغ" (معهد الملك سيجونغ)، إلى جانب اعتماد الكتاب الدراسي والمقرّر القياسي المعتمد رسميًّا. في الوقت ذاته، تُجري الحكومة مراجعة لاستراتيجية طويلة الأمد تهدف إلى إنشاء معهد لغوي متكامل يتولى الإشراف الشامل على تعليم اللغة الكورية وتوحيد مواردها ومناهجها.
بحلول عام 2016، تمّ تأسيس 144 معهدًا من معاهد الملك سيجونغ. في العام نفسه، أُنشئت تسعة معاهد جديدة في عدد من الدول، منها لاتفيا، وميانمار، والبحرين.  في عام 2018، تم تأسيس معهد جديد في الولايات المتحدة في إيرفين، كاليفورنيا. أُنشئ المكتب الرئيسي للمؤسسة عام 2012 بهدف دعم المعاهد حول العالم بطريقة منظمة ومنهجية. يتولى هذا المكتب دور نقطة الاتصال المركزية التي تُنسّق وتربط بين مختلف فروع المعهد المنتشرة دوليًّا.

### نوري-سيجونغ هاكدانغ
موقع نوري-سيجونغ هاكدانغ هو موقع إلكتروني يقدّم نظام تعليم عن بُعد وخدمة معلومات متكاملة متعلقة بدراسة اللغة الكورية لمتعلمي الهانغل والمعلمين.   تأسس هذا الموقع بالتعاون بين عدة وزارات وهيئات حكومية في كوريا الجنوبية، من بينها وزارة الثقافة والرياضة والسياحة، ووزارة التعليم والتقنية والعلوم، ووزارة الخارجية والتجارة، ووزارة الصحة والرفاه، ووزارة العدل، والمعهد الوطني للغة الكورية، والمعهد الوطني للتعليم الدولي، ومؤسسة الكوريين في الخارج، ومؤسسة اللغة الكورية الدولية.

## التموضع العالمي
حتى تاريخ فبراير 2024، تمّ تأسيس 248 معهد في 85 دولة حول العالم.